# Christian Rickerts

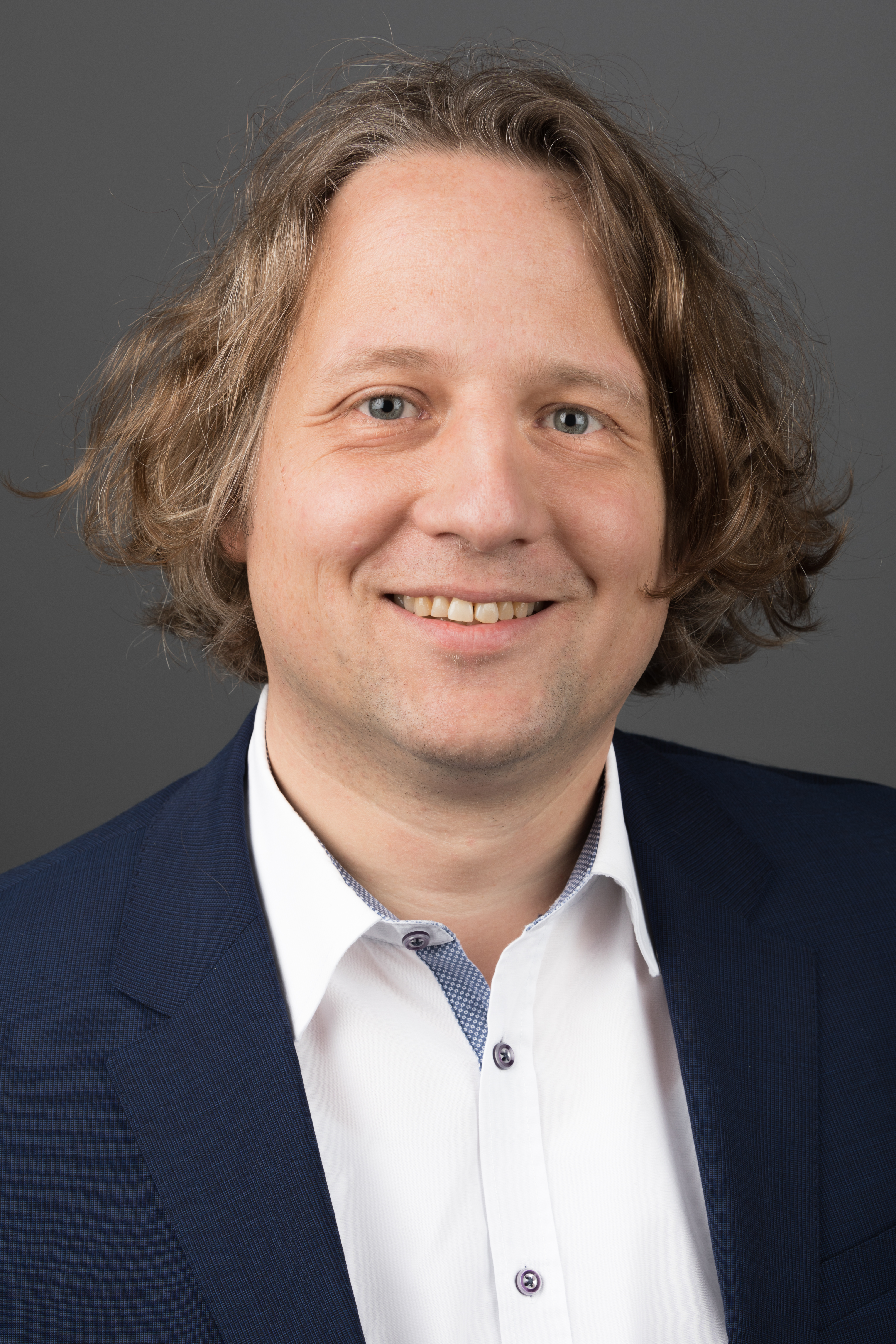
Christian Rickerts, 2017

Christian Rickerts (* 28. April 1975 in Hannover) ist ein deutscher Manager, Unternehmensberater und politischer Beamter. Von 2016 bis 2021 war er Staatssekretär in der Berliner Senatsverwaltung für Wirtschaft, Energie und Betriebe, von April bis November 2022 war er Leiter des Berliner Büros des Wohnungskonzerns Vonovia.

## Leben
Christian Rickerts studierte Politikwissenschaft an der Freien Universität Berlin.
Im Jahr 1995 war Rickerts Mitgründer des Vereins Schüler Helfen Leben, den er später als Geschäftsführer leitete. Später war er geschäftsführender Vorstand der 2002 gegründeten Stiftung gleichen Namens.
Anschließend war Rickerts seit 2007 Strategic Consultant bei der Unternehmensberatung Capgemini Deutschland, ab 2009 Geschäftsführer von Reporter ohne Grenzen in Deutschland. Die Tätigkeit als Vice President Corporate Communications bei der Bertelsmann Stiftung schloss sich seit 2012 an. Am 1. Mai 2015 trat er die Stelle des geschäftsführenden Vorstands bei Wikimedia Deutschland an, die er bis zum Wechsel als Staatssekretär innehatte.
Am 8. Dezember 2016 wurde Christian Rickerts zum Staatssekretär in der von Ramona Pop (Bündnis 90/Die Grünen) geleiteten Berliner Senatsverwaltung für Wirtschaft, Energie und Betriebe ernannt („Staatssekretär für Digitalisierung“). Bei der Bildung des Senats Giffey schied er im Dezember 2021 aus dem Amt.
Von April bis November 2022 hatte Rickerts die Leitung der Berliner Vertretung des Wohnungskonzerns Vonovia, dem größten privaten Wohnungsvermieter Berlins, inne. Nach Angaben des Konzerns soll Rickerts in dieser Funktion die Vernetzung des Unternehmens mit der Politik sowie der Stadt- und Zivilgesellschaft in Berlin voranbringen. Die Berliner Bürgerinitiative Deutsche Wohnen & Co. enteignen kritisierte den schnellen Wechsel Rickerts nach dem Ausscheiden aus dem Amt in die Wirtschaft.